# Andrey Yuryevich Okunkov
Andrei Yuryevich Okounkov (tiếng Nga: Андрей Юрьевич Окуньков, Andrej Okunkov) (sinh 26 tháng 7 năm 1969) là một nhà toán học người Nga nghiên cứu về lĩnh vực lý thuyết biểu diễn và các ứng dụng của nó cho hình học đại số, vật lý toán, lý thuyết xác suất và các hàm đặc biệt.

## Giáo dục, sự nghiệp
Ông nhận bằng tiến sĩ tại Đại học Quốc gia Moskva năm 1995 dưới sự hướng dẫn của Alexandre Kirillov. Ông là giáo sư tại Đại học Princeton từ 2002, và trước đó là trợ lý giáo sư tại Đại học California, Berkeley và người hướng dẫn ở Đại học Chicago.

## Nghiên cứu
Okounkov nghiên cứu về lý thuyết biểu diễn của các nhóm đối xứng vô hạn, tính thống kê của phân chia mặt phẳng, và đối đồng điều lượng tử của lược đồ Hilbert của các điểm trên mặt phẳng phức. Nhiều nghiên cứu của ông về các lược đồ Hilbert được thực hiện cùng với Rahul Pandharipande.
Okounkov cùng với Pandharipande, Nikita Nekrasov, và Davesh Maulik, đã đưa ra một phỏng đoán liên hệ giữa các bất biến Gromov-Witten và các bất biến Donaldson–Thomas trong các đa tạp đại số (algebraic variety).
Okounkov có số Erdős bằng 3, qua Anatoly Moiseevich Vershik và Gregory A. Freiman.
Năm 2006, tại Hội nghị Toán học Thế giới lần thứ 25 tại Madrid, Tây Ban Nha ông được trao Huy chương Fields " vì những đóng góp của ông đã bắc cầu nối giữa xác suất, lý thuyết biểu diễn và hình học đại số."